# Prohylesia
Prohylesiaeste un gen de molii din familia Saturniidae. 

## Specii
- Prohylesia friburgensis (Schaus, 1915)
- Prohylesia peruviana Lemaire, 1982
- Prohylesia rosalinda Draudt, 1929
- Prohylesia zikani Draudt, 1929